# Gentoku
Gentoku (japanska: 元徳?, Gentoku), 1329–1331, är en period i den japanska tideräkningen under kejsare Go-Daigos regering. Shogun var Morikuni Shinnō.
Namnet på perioden är hämtat från ett citat ur I Ching.